# Bao Tong

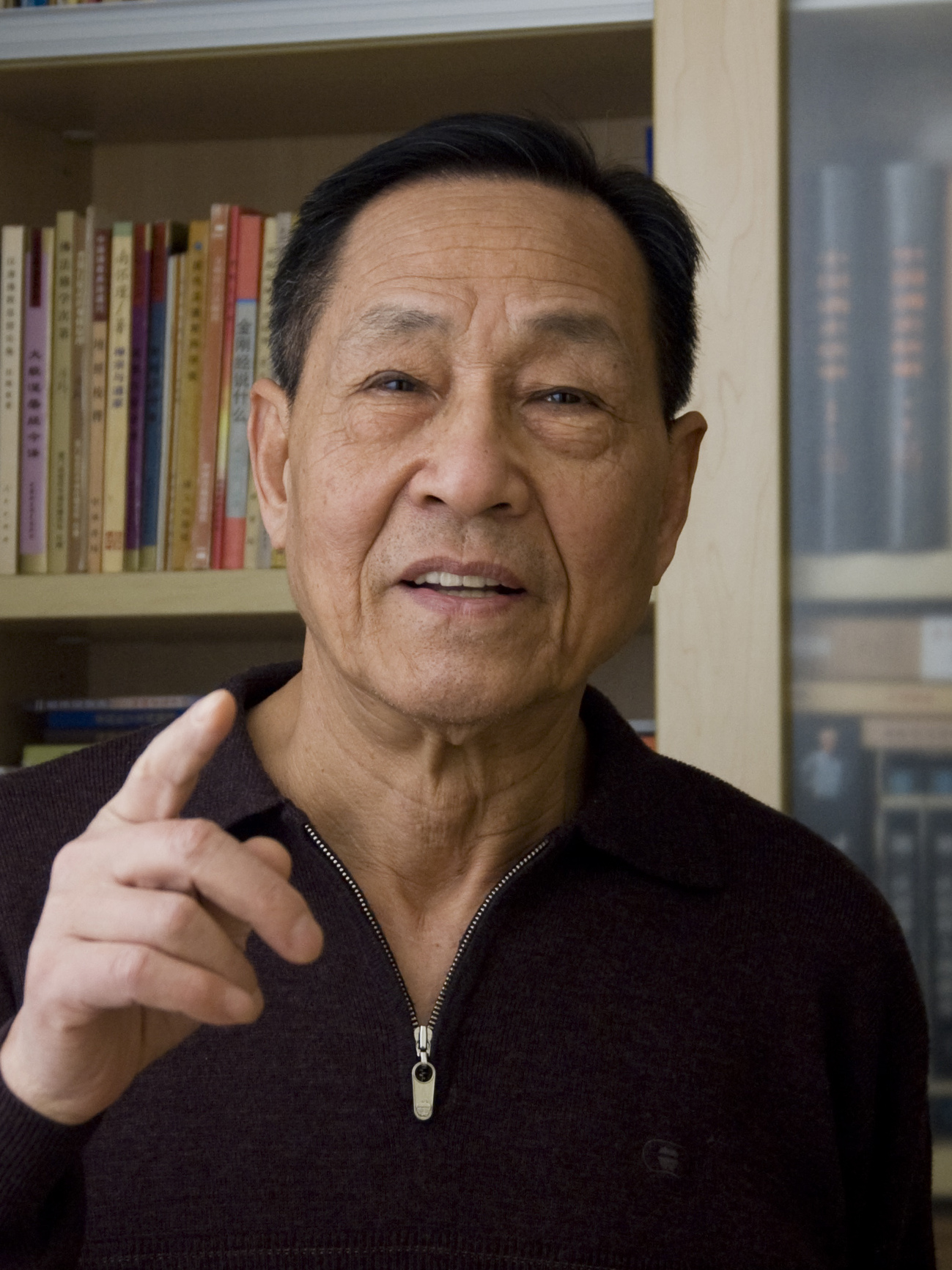
Bao Tong (2008)

Bao Tong (chinesisch: 鮑彤, * 5. November 1932 in Haining, Zhejiang, China; † 9. November 2022 in Peking) war Direktor des Amtes für politische Reform des Zentralkomitees der Kommunistischen Partei Chinas und Politiksekretär von Zhao Ziyang (von 1980 bis 1987 chinesischer Ministerpräsident und von 1987 bis 1989 Generalsekretär der Kommunistischen Partei Chinas). Er war auch Direktor des Redaktionsausschusses für den 13. Parteitag der Kommunistischen Partei Chinas und bekannt für seine Unterstützung der Marktreformen und Öffnung unter Deng Xiaoping. Davor war er Mitglied des Ausschusses und danach stellvertretender Direktor der chinesischen Staatskommission für Wirtschaftsreform.
Bao Tong war als ehemaliges Mitglied des Zentralkomitees der Kommunistischen Partei Chinas der höchste chinesische Funktionär, der für die Proteste von 1989 auf dem Tian’anmen verurteilt worden ist; er erhielt eine siebenjährige Haftstrafe.

## Biografie
Bao Tong wurde in Haining in der Provinz Zhejiang geboren, wuchs in Schanghai auf und erhielt dort seine Grund- und Sekundarschulbildung. Durch den Einfluss seines Onkels Wu Shichang (ein bekannter politischer Kommentator in den Jahren 1930 bis 1940 und wichtiger Mitarbeiter von The Observer, einer wichtigen Zeitschrift der chinesischen liberalen Intellektuellen) wandte sich Bao dem politischen Liberalismus und der von der Kommunistischen Partei Chinas geförderten linken Ideologie zu, als er noch Schüler war. Bao besuchte die Schanghaier Nanyang High School, wo er seine Frau Jiang Zongcao kennenlernte. Sie war ein aktives Mitglied des kommunistischen Untergrunds, das wegen der Organisation von Demonstrationen von vielen Schulen verwiesen wurde. Jiang überzeugte Bao davon, der Kommunistischen Partei Chinas (KPCh) im Jahr 1949 beizutreten, dem Jahr, in dem die KPCh nach dem Bürgerkrieg an die Macht kam.
Zuletzt lebte er mit seiner Frau Jiang Zongcao, seiner Tochter Bao Jian und seiner Enkelin Bao Yangyang in Peking. Sein Sohn Bao Pu lebt im Ausland, ihm ist die Einreise nach China untersagt. Bao Pu ist US-Staatsbürger und hat die Memoiren von Zhao Ziyang in Hongkong veröffentlicht.
Bao war Direktor des Amtes für politische Reform des Zentralkomitees der Kommunistischen Partei Chinas und Politiksekretär von Zhao Ziyang, der von 1980 bis 1987 Ministerpräsident und von 1987 bis 1989 Generalsekretär der Kommunistischen Partei Chinas gewesen war. Bao war Direktor des Redaktionsausschusses für den 13. Parteitag der Kommunistischen Partei Chinas. Davor war er Mitglied des Ausschusses und danach stellvertretender Direktor der chinesischen Staatskommission für Wirtschaftsreform.
Ende der 1980er Jahre war Bao Tong enger Mitarbeiter und Assistent des Generalsekretärs der Kommunistischen Partei Chinas Zhao Ziyang und der Verfasser dessen Reden und Leitartikel, die Verständnis für die Studentenproteste nach dem Tod des populären Generalsekretärs Hu Yaobang zeigten und eine friedliche Beendigung der Proteste unterstützten. Nachdem am 20. Mai 1989 ein erster Versuch, den Tian’anmen-Platz mit unbewaffneten Soldaten zu räumen, durch den generellen Widerstand der Bevölkerung vereitelt worden war, vermuteten viele Parteifunktionäre, dass Bao Tong die Informationen über die geplante Räumung an die Organisatoren der Proteste weitergegeben hatte. Nach der Entscheidung Deng Xiaopings, das Kriegsrecht zu verhängen und die Proteste gewaltsam zu beenden, bereitete Bao Tong das Rücktrittsgesuch von Zhao Ziyang vor. Zhao wurde kurze Zeit später in Hausarrest genommen, Bao wurde am 28. Mai 1989 verhaftet. Zhao wurde für den Rest seines Lebens unter Hausarrest gestellt, während Bao offiziell wegen „Enthüllung von Staatsgeheimnissen und konterrevolutionärer Propaganda“ angeklagt wurde. Bao war der höchste Regierungsbeamte, der in Bezug auf die Bewegung 1989 angeklagt wurde. Er wurde 1992 im Rahmen eines kurzen Schauprozesses öffentlich angeklagt und zu sieben Jahren Gefängnis verurteilt, auch bekam er seine politischen Rechte für zwei Jahre entzogen. Bao verbüßte im Gefängnis Qincheng die volle Haftstrafe in Isolation. Deng persönlich hatte entschieden, Bao mit sieben Jahren Haft zu bestrafen.
Am 27. Mai 1996, als er nach Beendigung seiner Haftstrafe freigelassen werden sollte, wurde er stattdessen in einem Regierungsgelände in Xishan (außerhalb von Peking) ein weiteres Jahr eingesperrt, bis seine Familie sich bereit erklärte, aus ihrer Wohnung in der Stadt auszuziehen und in eine umzuziehen, die ihnen von den Behörden zugeteilt wurde. Bei der neuen Wohnung befand sich ein Tor, das rund um die Uhr bewacht wurde sowie Überwachungskameras. Besucher wurden genau überprüft, das Telefon wurde angezapft oder vollkommen abgeschaltet. Bao Tong wurde von einigen Männern begleitet, sobald er aus seinem Haus trat. Obwohl er in eine andere Wohnung in Peking ziehen musste, ist ihm das Überwachungssystem und Einschränkung seiner Telefonate, Besucher und Bewegung, in sein neues Zuhause gefolgt.
Bao Tong ersuchte um die Wiederherstellung der bürgerlichen und politischen Rechte für Zhao Ziyang, von 1998 bis zu dessen Tod. Bao war maßgeblich daran beteiligt, dass Zhao Ziyangs Memoiren im Mai 2009 veröffentlicht wurden. Er kam in den Besitz von Audioaufnahmen, die Zhao, als er unter Hausarrest stand, heimlich gemacht hatte und die nach seinem Tod im Jahr 2005 entdeckt worden waren. Baos Sohn Bao Pu und Schwiegertochter Renee Chiang veröffentlichten das Buch Journey of Reform (改革 歷程) in Hongkong. Sie übersetzten und bearbeiteten (zusammen mit Adi Ignatius) eine englische Version dieses Buches, das den Titel Prisoner of the State: The Secret Journal of Premier Zhao Ziyang (Gefangener des Staates: Das Geheime Journal von Premier Zhao Ziyang) trug. Bao schrieb eine Einführung für die chinesische Version. Bao schrieb regelmäßig Artikel für Radio Free Asia und sein Sohn Bao Pu veröffentlicht Bücher in Hongkong, die in China verboten sind.
Bao fuhr fort, Artikel zu schreiben, in denen er offen die Regierung und ihre Politik kritisierte. Er unterstützte die demokratische Entwicklung in Hongkong und äußerte die Notwendigkeit für politische Reformen in China. Er war einer der Unterzeichner des Charta-08-Manifestes und forderte die Freilassung von Liu Xiaobo, einem Organisator der Charta, der im Dezember 2008 verhaftet worden war.
Baos Haustelefon wurde weiterhin abgehört und regelmäßig ausgeschaltet, vor allem, wenn ihn jemand aus dem Ausland sprechen wollte. Bao wurde überallhin verfolgt und gelegentlich wurde er daran gehindert, zu „sensiblen“ Ereignissen oder Orten zu gehen, beispielsweise zur Wohnung von Zhao Ziyang, als dieser noch am Leben war, oder dessen Beerdigung im Jahr 2005. Bao durfte seit seiner Verhaftung im Jahr 1989 Peking bei drei Gelegenheiten verlassen, das letzte Mal im Jahr 2009, als er zu einer Feier vom 22. Mai bis 7. Juni eingeladen wurde. Er wurde von Beamten der öffentlichen Sicherheit begleitet, die den 20. Jahrestag des Tian’anmen-Massakers geschickt vermieden haben sollen. Baos Sohn Bao Pu, der in Hongkong wohnt, durfte ihn nur mit Sondererlaubnis besuchen. Unter normalen Umständen konnte er kein Visum erhalten.
In einem Telefoninterview mit der BBC im Jahr 2019 anlässlich des 30. Jahrestags der Tiananmen-Proteste äußerte der 87-jährige Bao die Ansicht, dass er in seinem Leben „nichts erreicht“ habe. Die politischen Reformen und die Zukunft, die er sich für China erhofft habe, seien nicht eingetreten.
Baos Tod am 9. November 2022 wurde in den offiziellen Staatsmedien der Volksrepublik China nicht erwähnt. Aufgrund der strikten Internetzensur waren auch kaum Informationen zu ihm abrufbar. Bei einer Personensuche in Weibo, der chinesischen Variante von Twitter, gab es keine Suchergebnisse, sondern nur einen Bildschirmtext, dass die Suchergebnisse aufgrund „einschlägiger Gesetze und Verordnungen“ nicht angezeigt werden könnten. Unter der jungen Generation Chinas war Bao bei seinem Tod daher weitgehend unbekannt. Aus dem Ausland gab es dagegen zahlreiche Kondolenzen und Respektbekundungen.

## Medienberichte
Am 19. Januar 2005 berichtete die Washington Post, dass Bao Tong und seine Frau von mehr als 20 Sicherheitsagenten in Zivil angegriffen und verletzt wurden, als sie ihre Wohnung verließen, um der Familie von Zhao Ziyang, der am 17. Januar gestorben war, die letzte Ehre zu erweisen. Baos Frau wurde von einem Polizisten zu Boden gestoßen, wodurch sie eine Verletzung an ihrer Wirbelsäule erlitt und drei Monate im Krankenhaus verbringen musste. Obwohl Bao auch verletzt worden war, wollten die Behörden ihm den Zugang zu einem Arzt erst dann erlauben, wenn er eine weiße Blume (in China ein traditionelles Symbol für Trauer) von seiner Weste entfernen würde, was er jedoch verweigerte.
Am 1. Januar 2007 prüfte Reuters eine neue Regierungsbestimmung, die es ausländischen Reportern erleichtern sollte, ihre Arbeit in China auszuführen. Ein Reporter besuchte Bao Tong in seinem Haus, um ein Interview über die Olympischen Spiele in Peking durchzuführen. Diese Bestimmung wurde in der Folge von mehreren ausländische Reportern wahrgenommen. Die Wärter versuchten manchmal, die Besucher einzuschüchtern oder ihnen den Zugang zu verweigern, doch offensichtlich erlaubten sie den meisten ausländischen Reportern den Zutritt, wenn zuvor Arrangements getroffen worden waren. Lokale chinesische Reporter sind in dieser Bestimmung nicht mit einbegriffen. Reporter Peter Sharp von Sky News beschrieb in seinem Blog den Besuch bei Bao Tong.
Bao Tong sprach in einem Interview mit dem Handelsblatt über seine Erfahrung seiner Zeit bei der Kommunistischen Partei Chinas. Er sagte, dass er sich ein Einparteiensystem wünsche, doch dies sei nicht möglich, denn eine einzige Partei könne die Menschenrechte nicht schützen. Seiner Ansicht nach könne eine Partei nicht gleichzeitig eine politische Partei, Regierung und Verwaltung sein; wirkliche Bürger- und Menschenrechte seien daher nicht erlangbar. Bao gab zudem Auskunft über seinen Hausarrest, dass er zwar ausgehen könne, doch immer unter Bewachung stehe. Weiterhin sagte er, dass die momentane Politik Chinas sowie seine Wirtschaft, Moral und die ganze Gesellschaft infolge der Ereignisse des 4. Juni tief verwundet worden seien.

## Zitate
- Über die Führung der Kommunistischen Partei China: „Wir müssen alle Fehler Deng Xiaopings korrigieren, nur so kann man die Vision Deng Xiaopings aufrechterhalten. Das ist die wirkliche Bedeutung, die Arbeit Deng Xiaopings weiterzuführen. Nur wenn sie seine Fehler anerkennen und seine Fehler korrigieren, können sie größer als Deng Xiaoping dastehen, sonst haben sie kein Recht, sich die Nachfolger Deng Xiaopings zu nennen. Sie können sich nur die Nachfolger von Deng Xiaopings Fehlern nennen.“[3]

- Trauer um Zhao Ziyang: „Sein Leben gehörte zu einer heroischen und mächtigen Aufgabe, nämlich der Pionierarbeit, die Menschenrechte und Demokratie für das chinesische Volk zu schützen ... Um Zhao zu trauern, heißt, Menschenrechte zu verteidigen. Um Zhao zu trauern, heißt, Demokratie und Rechtsstaatlichkeit anzustreben.“[6]

- Über den chinesischen Milchskandal 2008: „Der Skandal der verdorbenen Milch zeigt uns, dass, je mehr dunkle Geheimnisse enthüllt werden, es desto besser ist. Man kann die Krankheit nicht heilen oder das chinesische Volk retten, bevor man nicht an die Wurzel des Problems kommt. Wenn die chinesische Regierung versucht, diesen Vorfall zu verharmlosen, wird es keine soziale Stabilität in China geben, geschweige denn Harmonie ... Dies wird bedeuten, dass diese Regierung das grundlegendste Vertrauensniveau verloren hat.“[21]

- Über die Verfolgung einer Glaubensgruppe: „Jiangs Verfolgung Falun Gongs ist ein Verbrechen gegen die Menschheit. Mit seiner Position als Leiter startete Jiang die Unterdrückung einer Glaubensgruppe, einer [Meditations-]Praxis, die für Fitness und Wohlbefinden bestimmt ist. Vor der Verfolgung im Jahr 1999 sagte Zhu Rongji gegenüber der People’s Daily, dass Falun Gong legal sei und dass die Kommunistische Partei Chinas es nicht verbieten werde.[22] Ich erinnere mich daran, dass, etwa einen Monat später, der Generalsekretär der Kommunistischen Partei [Jiang] die Worte des Premierministers untergraben hatte, so als ob er ein Stück Papier zerrissen hätte. Zhus Worte spiegelten das Gesetz wider. Was Jiang aus juristischer Sicht getan hat, ist Banditentum. Er hat dem Staat illegal seinen Willen aufgezwungen, er hat ihn der Regierung und dem Volk aufgezwungen, eine wirklich schreckliche Sache.“[22]

- Über die Niederschlagung der Studentenproteste 1989: (Die nachfolgenden Zitate stammen von einem Interview der ARD mit Bao Tong, 2014) „13 Jahre zuvor war Mao gestorben. Damit hatte China die Chance, sich anders zu entwickeln. Und in den 13 Jahren seit Maos Tod war China einen anderen Weg gegangen. Die Studenten wollten, dass man den Schatten Maos völlig hinter sich lässt, damit China eine Demokratie werden und die Korruption beendet werden kann. So würden die Chinesen ein besseres Leben haben und mehr Freiheit.[23] Offiziell hieß es, dass ein Aufruhr verhindert werden müsse. Die Armee sollte Ruhe und Ordnung wiederherstellen. Aber es gab keinen Aufruhr. Das einzige Problem war, dass Deng nicht mit den Studenten übereinstimmte.[23] Ich dachte zunächst, Deng Xiaoping wolle die Studenten und Zivilisten mit der Armee nur einschüchtern. Ich hätte niemals geglaubt, dass er – ein Mitglied der Kommunistischen Partei, der sich als Revolutionär bezeichnete – tatsächlich anordnen würde zu schießen. Soldaten der eigenen Armee, die auf Studenten schießen! Das ist unglaublich.“[23]